# Gil Kenan
Gil Kenan (Londres, Inglaterra, 16 de octubre de 1976)  es un director de cine y guionista británico-estadounidense. Kenan hizo su debut como director con la película de comedia de terror animada Monster House (2006) que obtuvo un éxito comercial y de crítica, por la que fue nominado al Premio de la Academia a la Mejor Película de Animación, y luego dirigió la película de aventuras City of Ember (2008). la película de terror Poltergeist (2015), una nueva versión de la película de 1982, y la película de fantasía navideña A Boy Called Christmas (2021). También coescribió el guion de la película ghostbusters: Afterlife (2021), la secuela de las dos primeras películas de la serie Ghostbusters, y luego dirigió y coescribió su secuela ghostbusters: Frozen Empire (2024). 

## Primeros años de vida
Kenan nació en Londres en una familia judía.  Cuando Kenan tenía tres años, su familia emigró a Tel Aviv (Israel). Tiene un hermano. A los ocho años, Kenan y su familia se mudaron nuevamente a Reseda, Los Ángeles .
Kenan estudió en la división de cine de la Universidad de California, Los Ángeles, donde recibió una Maestría en Bellas Artes en animación en 2002.  Para su tesis de posgrado, creó un cortometraje de acción real y stop-motion de 10 minutos, The Lark .  

## Carrera
La primera proyección pública de The Lark llamó la atención de Jordan Bealmear, quien era asistente en Creative Artists Agency .  La agencia envió cientos de copias del corto de Kenan para interesar a partes interesadas de la industria cinematográfica y después de unos meses de entrevistas,  Robert Zemeckis le ofreció a Kenan la silla de director de su primer largometraje, Monster House (2006).  Producida por Zemeckis y Steven Spielberg,  fue nominada al Premio de la Academia a la Mejor Película de Animación, perdiendo ante Happy Feet . 
Kenan siguió a Monster House con City of Ember, una película de aventuras de ciencia ficción posapocalíptica basada en la novela homónima de 2003 de Jeanne Duprau .  Producida por Tom Hanks,  se estrenó en octubre de 2008 con críticas mixtas y malos resultados de taquilla.   La siguiente película de Kenan, Poltergeist, una nueva versión de la película homónima de Tobe Hooper de 1982, se estrenó en mayo de 2015. En julio de ese mismo año, Kenan firmó para dirigir y coescribir una adaptación cinematográfica de la popular serie de videojuegos Five Nights at Freddy's de Scott Cawthon,  pero luego se retiró del proyecto. En 2019, Kenan coescribió un guion junto con Jason Reitman para ghostbusters: Afterlife, que es una secuela directa de las dos primeras películas de la franquicia Ghostbusters, que se estrenó en 2021.  Después del éxito de la película, él y Reitman firmaron un acuerdo general con Sony Pictures Entertainment para desarrollar más proyectos.  Más tarde fue elegido para dirigir Ghostbusters: Frozen Empire, una secuela de Ghostbusters: Afterlife, reemplazando a Reitman, quien permaneció como productor y coguionista con Kenan, que se estrenaría en 2024. 

## Temas, estilo e influencias.
Kenan ha citado a David Lynch, Richard Elfman, Lotte Reiniger, Zbigniew Rybczyński y Alfred Hitchcock como influencias; una vez se reunió con Elfman. Entre sus películas y cortometrajes favoritos, Kenan ha incluido Eraserhead, Forbidden Zone y Tango, ya que los tres influyeron en el corto de Kenan The Lark . Se dio cuenta por primera vez del estilo propio de un director mientras veía Time Bandits, de Terry Gilliam, y apreció el punto de vista de Gilliam, así como el de Steven Spielberg en sus películas de los años 80, lo que le llevó a respetar el arte y la narración de una película. 

## Vida personal
En 2005, Kenan se casó con Eliza Chaikin, directora de arte en City of Ember . 

## Filmografía

### Películas
| Año  | Título                      | Director | Escritor | Productor | Notas        |
| ---- | --------------------------- | -------- | -------- | --------- | ------------ |
| 2002 | The Lark                    | Sí       | Sí       | No        | Cortometraje |
| 2006 | Monster House               | Sí       | No       | No        |              |
| 2008 | City of Ember               | Sí       | No       | No        |              |
| 2015 | Poltergeist                 | Sí       | No       | No        |              |
| 2021 | Ghostbusters: Afterlife     | No       | Sí       | Ejecutivo |              |
| 2021 | A Boy Called Christmas      | Sí       | Sí       | No        |              |
| 2024 | Ghostbusters: Frozen Empire | Sí       | Sí       | Ejecutivo |              |
| 2024 | Saturday Night              | No       | Sí       | Sí        |              |

### Televisión
| Año  | Título | Director | Notas                                          |
| ---- | ------ | -------- | ---------------------------------------------- |
| 2016 | Scream | Sí       | Episodio dirigido "La aldea de los condenados" |

## Premios y nominaciones
Premios Óscar
| Año  | Categoría                   | Película | Resultado |
| ---- | --------------------------- | -------- | --------- |
| 2007 | Mejor película de animación | Cars     | Nominado  |